# 関西大学環境都市工学部
関西大学環境都市工学部（かんさいだいがくかんきょうとしこうがくぶ、
Faculty of Environmental and Urban Engineering）は、関西大学に設置されている環境都市工学に関する学部。環境都市工学分野に関する3つの学科が開設されている。
なお、関連する大学院は同大学大学院の場合、理工学研究科に修士課程環境都市工学専攻と博士課程総合理工学専攻に関連する3分野が設けられており、合わせて紹介する。

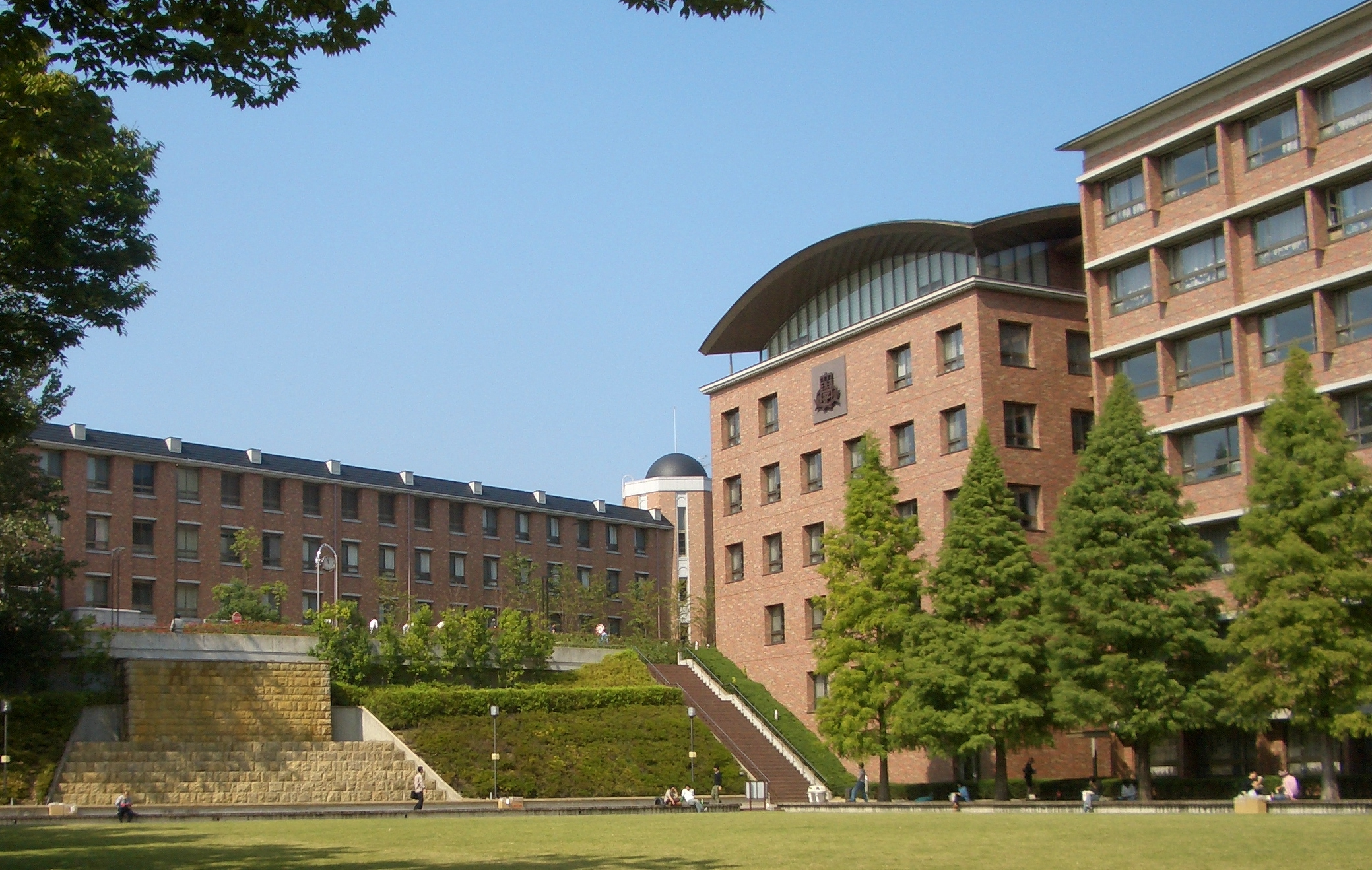
千里山キャンパス

## 沿革
- 1958年（昭和33年）- 関西大学に工学部が創設される。化学工学科ほか4学科設置。
- 1960年（昭和35年） - 工学部に管理工学科を創設される。
- 1962年（昭和37年）- 大学院工学研究科が創設される。
- 1967年（昭和42年）- 工学部に土木工学科、建築学科創設。大学院工学研究科に化学工学専攻ほか設置。
- 1971年（昭和46年）-  大学院工学研究科に修士課程の土木工学、建築学の専攻を設置。
- 1973年（昭和48年）- 大学院工学研究科土木工学専攻に博士課程を増設。
- 1990年（平成2年）- 大学院工学研究科建築学専攻に博士課程を増設。
- 2002年（平成14年）- 工学部管理工学科を改編し、システムマネジメント工学科を創設。
- 2003年（平成15年）- 土木工学科を都市環境工学科と改称
- 2007年（平成19年）- 工学部をシステム理工学部、環境都市工学部、化学生命工学部に改組。工学部化学工学科を改組しエネルギー・環境工学科を創設。旧工学部から建築学科を移行。工学部都市環境工学科とシステムマネジメント工学科の一部を統合し、都市システム工学科を創設。大学院工学研究科を再編して博士課程前期課程の環境都市工学専攻と博士課程後期課程の総合理工学専攻を開設、工学研究科の建築学専攻・土木工学専攻・化学工学専攻を母体に建築学分野・都市システム工学分野・エネルギー・環境工学分野を創設。
- 2022年（令和4年）- エネルギー・環境工学科をエネルギー環境・化学工学科に名称変更。

## 学部組織
環境都市工学部
- 建築学科
- 都市システム工学科（土木工学系）
  - 都市インフラ設計コース
  - 社会システム計画コース
- エネルギー環境・化学工学科

## 大学院
理工学研究科
- 環境都市工学専攻/総合理工学専攻
  - 建築学分野
  - 都市システム工学分野
  - エネルギー・環境工学分野